# Txernetxki
Txernetxki (en rus: Чернечки) és un poble de l'óblast de Lípetsk, a Rússia, que el 2011 tenia 25 habitants. Pertany al districte rural d'Úsman.